# Бочмановка
Бочма́новка (укр. Бочманівка) — село, относится к Подольскому району Одесской области Украины.
Население по переписи 2001 года составляло 916 человек. Почтовый индекс — 66361. Телефонный код — 4862. Занимает площадь 1,94 км². Код КОАТУУ — 5122981001.

### История
Основано в 1830-гг. переселенцами из Подольской губернии.
В 1945 г. Указом ПВС УССР в состав села Бочмановка включено село Елизаветовка.

## Местный совет
66361, Одесская обл., Подольский район, с. Бочмановка